# Luceni
Luceni è un comune spagnolo di 1 034 abitanti situato nella comunità autonoma dell'Aragona.